# Toni Pedrera
Antonio Pedrera Leo (nacido en Cáceres el 18 de septiembre de 1970) es un jugador de baloncesto, ya retirado, empresario y político de nacionalidad española.

## Trayectoria deportiva
Hermano de José María Pedrera, también se dedicó profesionalmente al baloncesto, se formó como jugador en las categorías inferiores del FC Barcelona. En 1989, cedido por el FC Barcelona, fichó por el Magia de Huesca, club con el que debutó en la liga ACB y en el que permaneció hasta 1992. En la temporada 1992/93, lo recuperó el FC Barcelona,  para reforzar las filas del CB Cornellá, el recién creado filial del FC Barcelona, alternando partidos con los dos equipos, y con el que consiguió el ascenso a la liga ACB. Un año más tarde fichó por el Cáceres CB de su ciudad natal equipo en el que desarrolló el resto de su carrera deportiva, un total de siete temporadas todas ellas en ACB, hasta que en el año 2000 se vio obligado a abandonar la práctica activa del baloncesto por una grave lesión de rodilla.
Jugador muy potente físicamente, duro y rocoso en defensa. Pívot anotador y reboteador en categorías inferiores, se fue especializando en la defensa y el rebote, faceta en la que destacó especialmente.
Internacional juvenil, junior, aunque en un partido de preparación se lesionó, sub-22 y sub-23 con la selección de española, tuvo una amplia participación en competiciones internacionales (varios campeonatos de Europa, un mundial, la Universiada de Sheffield y los Juegos del Mediterráneo de Atenas 91), llegó a conquistar la medalla de plata en el Mundobasket sub-22 de 1990 y el trofeo al máximo reboteador en los Juegos del Mediterráneo de Atenas 91.
Como dato curioso, al dejar su carrera como baloncestista, no siguió, como muchos otros jugadores, su labor como entrenador de baloncesto, pero si es Cinturón Negro y entrenador de HAPKIDO, defensa personal coreana y, está acreditado por el Ministerio del Interior para dar clases de defensa personal a todo el personal de Seguridad Privada.
Es poseedor de la Medalla al Mérito Deportivo, entregada por el Consejo Superior de Deportes, en su modalidad de bronce.

## Actividad política
A mediados de julio de 2011 fue designado por José Antonio Monago como director general de Deportes de la Junta de Extremadura. Bajo su gestión se publicó una ley para el ejercicio de las profesiones en el deporte, pionera en España.

## Clubes
- Cantera Salesianos Mérida
- 1986/89 Categorías inferiores FC Barcelona.
- 1989/92 ACB. Magia de Huesca.
- 1992/93 Primera División. CB Cornellá.
- 1993/00 ACB. Cáceres C.B.

## Palmarés
- 1989 Subcampeón de la Copa del Rey con el FC Barcelona.
- 1990 Medalla de Plata en el Mundobasket sub 22 de Priolo con la Selección de baloncesto de España
- 1992 Campeón de 1ª División con el Cornella (vinculado del FC Barcelona) y ascenso a ACB.
- 1997 Subcampeón de la Copa del Rey con el Cáceres C.B.